# Legion Zachodni
Legion Zachodni – formacja wojskowa utworzona w Krakowie 27 sierpnia 1914 ze Związku Strzeleckiego, Polskich Drużyn Strzeleckich okręgu krakowskiego i Związku Drużyn Podhalańskich.
Komendantem Legionu został wyznaczony gen. Rajmund Baczyński, szefem sztabu kpt. Włodzimierz Ostoja-Zagórski.
19 grudnia 1914 został przekształcony w I Brygadę Legionów Polskich.